# 大森海苔問屋街
大森海苔問屋街（おおもりのりとんやがい）は、東京都大田区大森に所在する海苔の問屋街である。大森地区に40社以上の海苔問屋が営業している。

## 概要

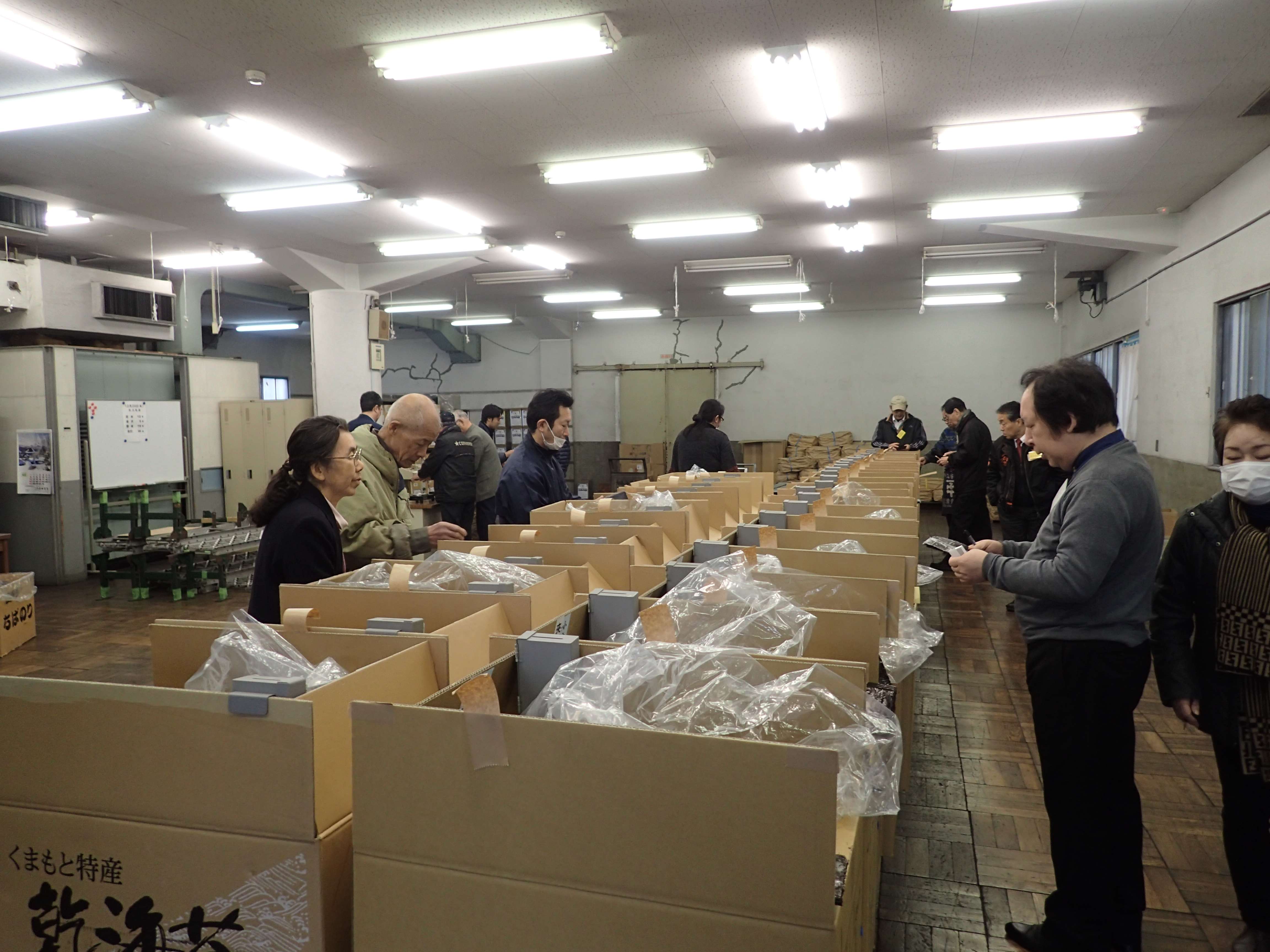
大森海苔会館・入札会

元禄年間（1688 - 1704年）から昭和37年（1962年）まで海苔養殖が盛んだった。乾し海苔の生産量が増えるに伴って問屋も増えていき、大森は海苔の問屋街となった。
問屋は小売店とは違い、人通りのある場所に店を構える必要はない。立地条件を問題としないので路地裏にも海苔問屋が営業している。
全国海苔問屋協同組合連合会の名簿を見れば大森の海苔問屋は一ヶ所に集中しておらず、町中に海苔問屋が散在している（問屋通りを形成していない）事が解る。

## 沿革

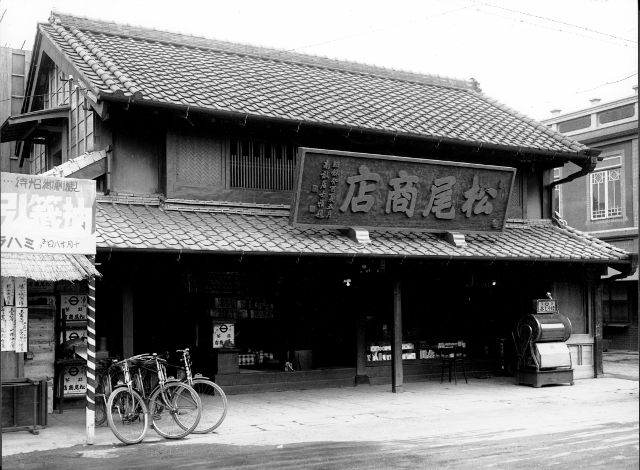
大正時代の海苔問屋

- 文化文政年間（1804 - 1830年）「大森海苔買い仲間」が組織された（員数39）。
- 慶応元年（1865年）に初の入札市が大森南原の稲田屋で開催された。[3]。
- 明治19年（1886年）同業組合準則が発布された。それにより「大森本場乾海苔商組合」が結成され(員数32)[4]、東京府より本場の二文字を入れる事が許される。
- 昭和22年（1947年）品川、糀谷、羽田の海苔問屋組合と合併して「大森本場乾海苔問屋協同組合」が組織された。
- 昭和37年（1962年）12月に大森の漁民は漁業権を放棄したので[5]、大森の海苔問屋は仕入れ先を他産地に変更して問屋業務を続けている[6]。

## 大森の海苔問屋

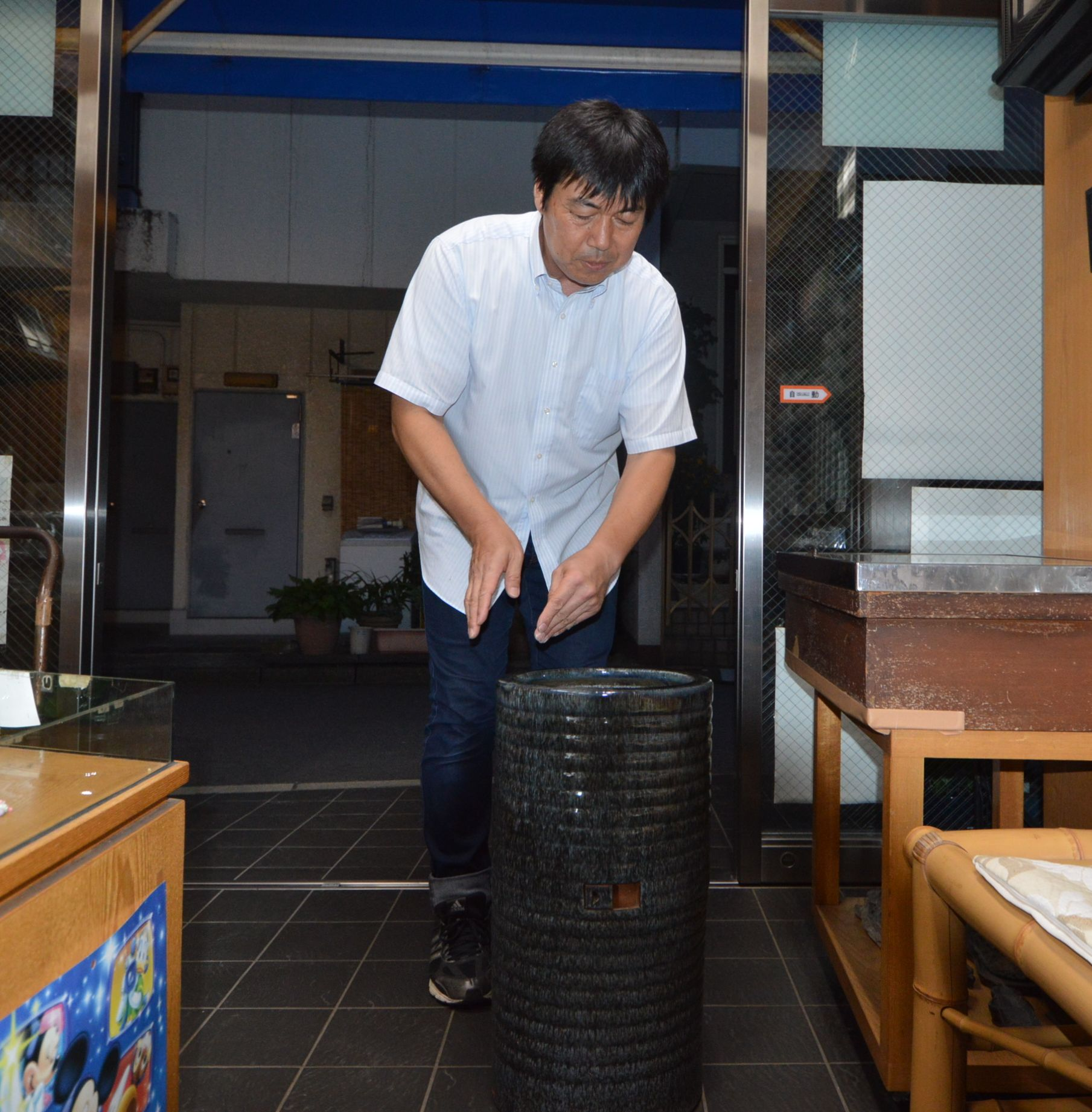
立ち火鉢 (手焼き)

大森の海苔問屋は江戸時代から地元で生産された乾し海苔を買い付けて、浅草の問屋や行商人に卸していた。
大正年間（1912 - 1926年）になると乾し海苔を手焼きして販売する海苔問屋が現れる。
昭和37年（1962年）に大森の漁師が漁業権を放棄すると、仕入れ先を千葉県や佐賀県、兵庫県、愛知県などに変更して一次問屋としての業務を続けるだけでなく、積極的に飲食店（寿司屋.蕎麦屋等）、小売店（お茶屋等）、デパート（大規模小売店舗）などに販売する様になった。

### 季節労働者
海苔の収穫時期は冬（11 - 3月）である。この時期は問屋も生産者も多忙を極める。
海苔生産者の元には山形県寒河江市周辺から、海苔問屋には長野県諏訪市周辺から季節労働者がやってきて大森の海苔産業を助けた。
季節労働者の一部は海苔問屋として独立したので、大森の海苔問屋の半数は諏訪出身者が興した会社である。

### 現在の大森の海苔問屋
大森の海苔問屋は比較的小規模な会社が多いので、海苔問屋の業務全般は行わず、焙炉（温風乾燥）・焼き上げ・味付け等の加工、小売、飲食店納め、小売店卸、百貨店（デパート）のOEMなど、何らかの業務に特化している。

## 海苔発祥

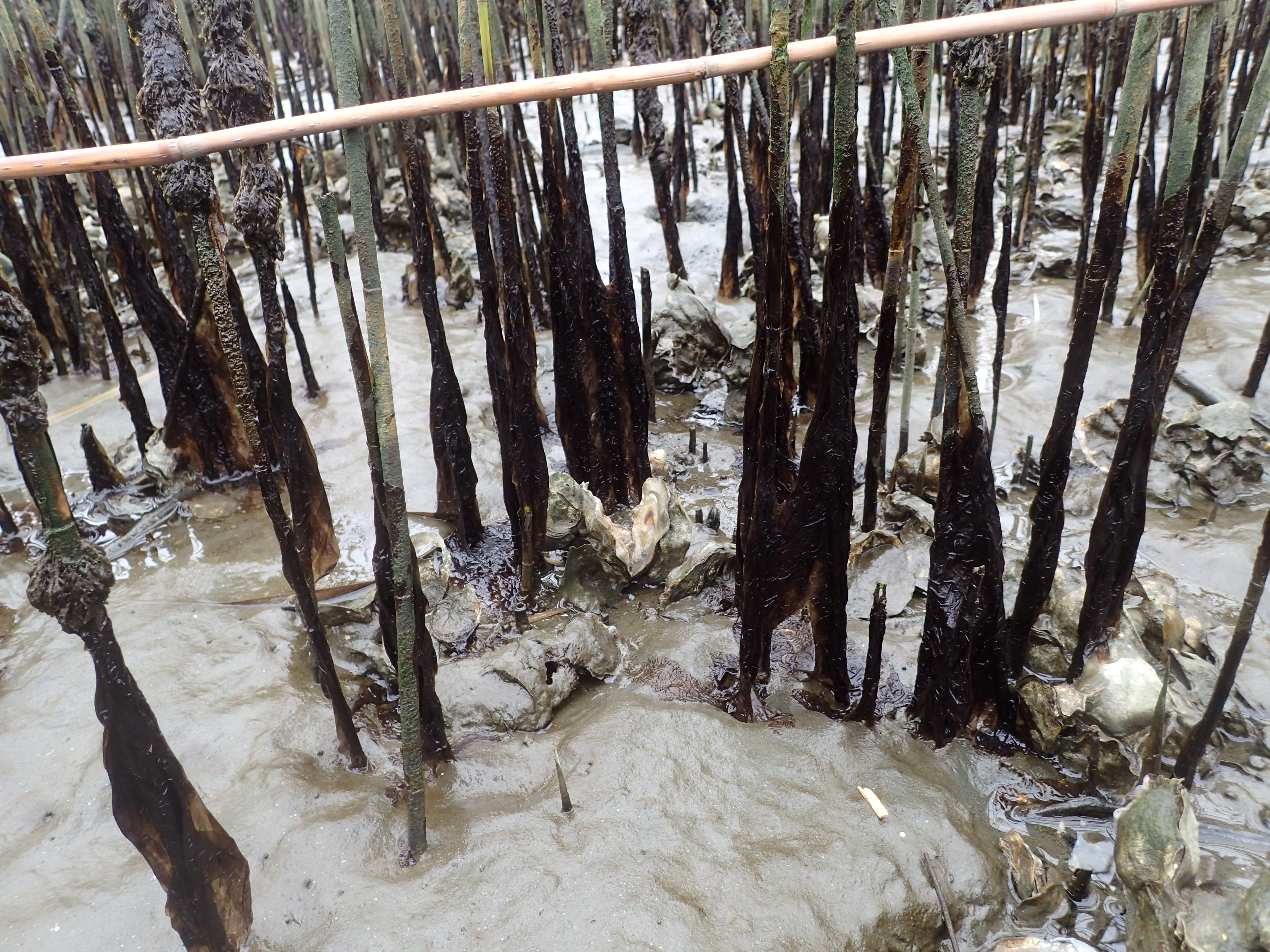
多摩川河口に自生する
アサクサノリ

海苔の養殖がはじまったのは、東京湾。現在の品川、大森あたりの海岸であるとされる。また、焼き海苔の製造方法は大森の三浦屋田中孫左衛門が創案した。よって、大森は養殖海苔発祥の地と呼ばれる場合がある。

### 海苔養殖
貞亨4年（1685年）、江戸幕府5代将軍・徳川綱吉は生類憐れみの令を発布した。それに関連して元禄5年（1692年）には浅草近辺十六丁四方の漁業が禁止された。
江戸の漁師は収入の道を絶たれる前に木更津方面や横浜方面に移住したが、浅草の漁師は移住先に大森を選択した。
アサクサノリは干潟の葦原に自生しているが、人為的に造成された生け簀や桟橋、杭等にも繁茂する海藻である。浅草から移住してきた漁師達は、大森の海はアサクサノリが良く育つ事に着目。試行錯誤を重ねて養殖方法を完成させた。
大森で開発された生産技術は浜名湖、三河湾、和歌浦、気仙沼などに伝えられていった。

### 海苔抄き

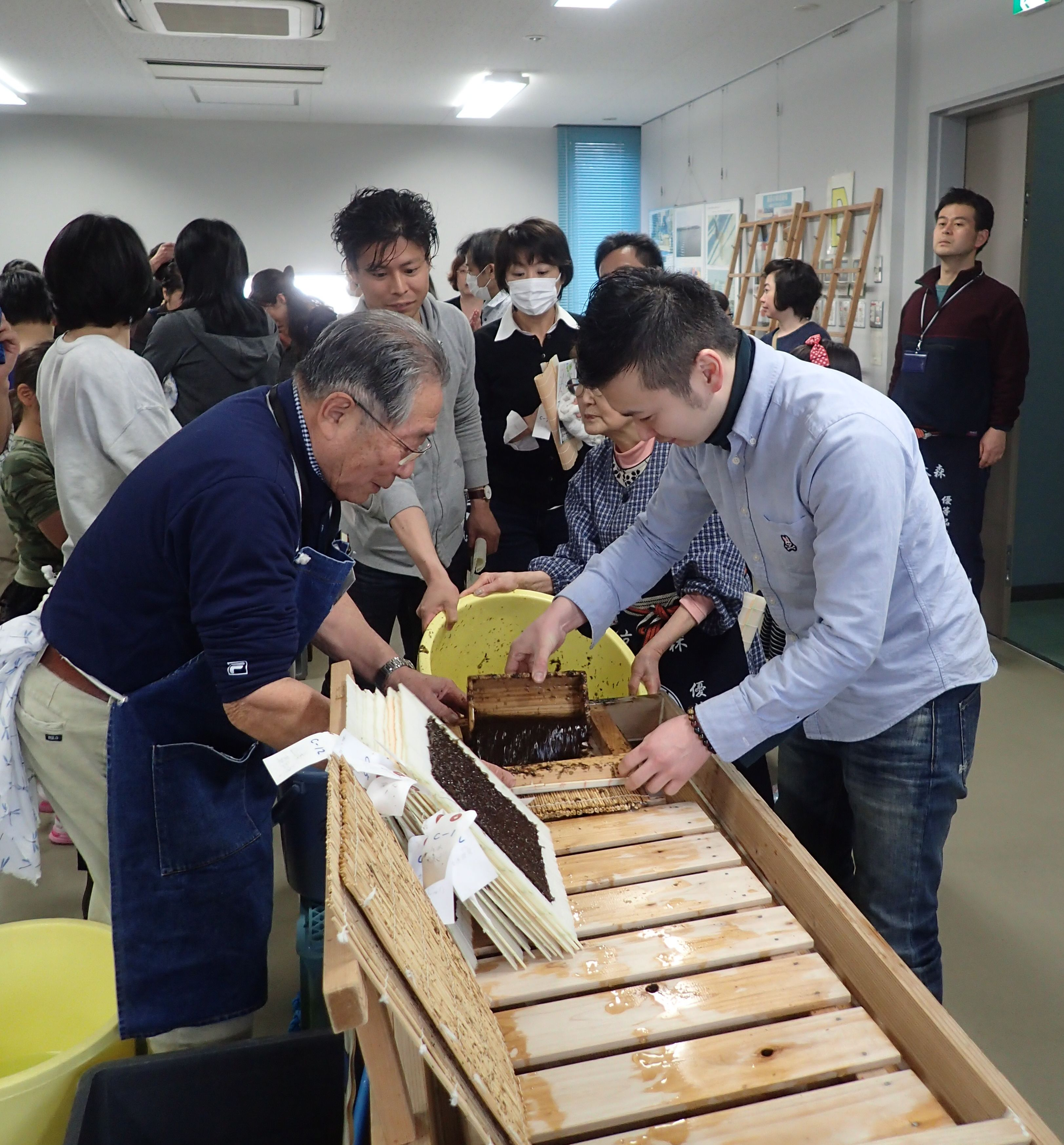
「海苔抄き体験会」
大森海苔のふるさと館にて開催

乾し海苔は養殖されたアサクサノリやスサビノリを細かく刻んでシート状に加工された製品である。この作業を海苔抄き(大森では海苔付け)と呼ぶ。
元和年間（1615 - 1624年）、大森村堀之内の初代野口六郎左衛門は日持ちのしない生海苔を短時間で乾燥させる方法を模索していた。
ある時1600年頃に興った浅草紙の製法で生海苔を抄いてみた。その結果、薄く仕上げる事が可能になり、形状や大きさが揃った商品として販売できる様になった。
海苔養殖に使われた道具は大森海苔のふるさと館（東京都大田区平和の森公園2番2号）で見る事が出来る。

## アクセス
多くの海苔問屋は、京浜急行・平和島駅、大森町駅、梅屋敷駅から近いが、一部の海苔問屋はJR:京浜東北線・大森駅が近い。

## 大森海苔問屋街ギャラリー

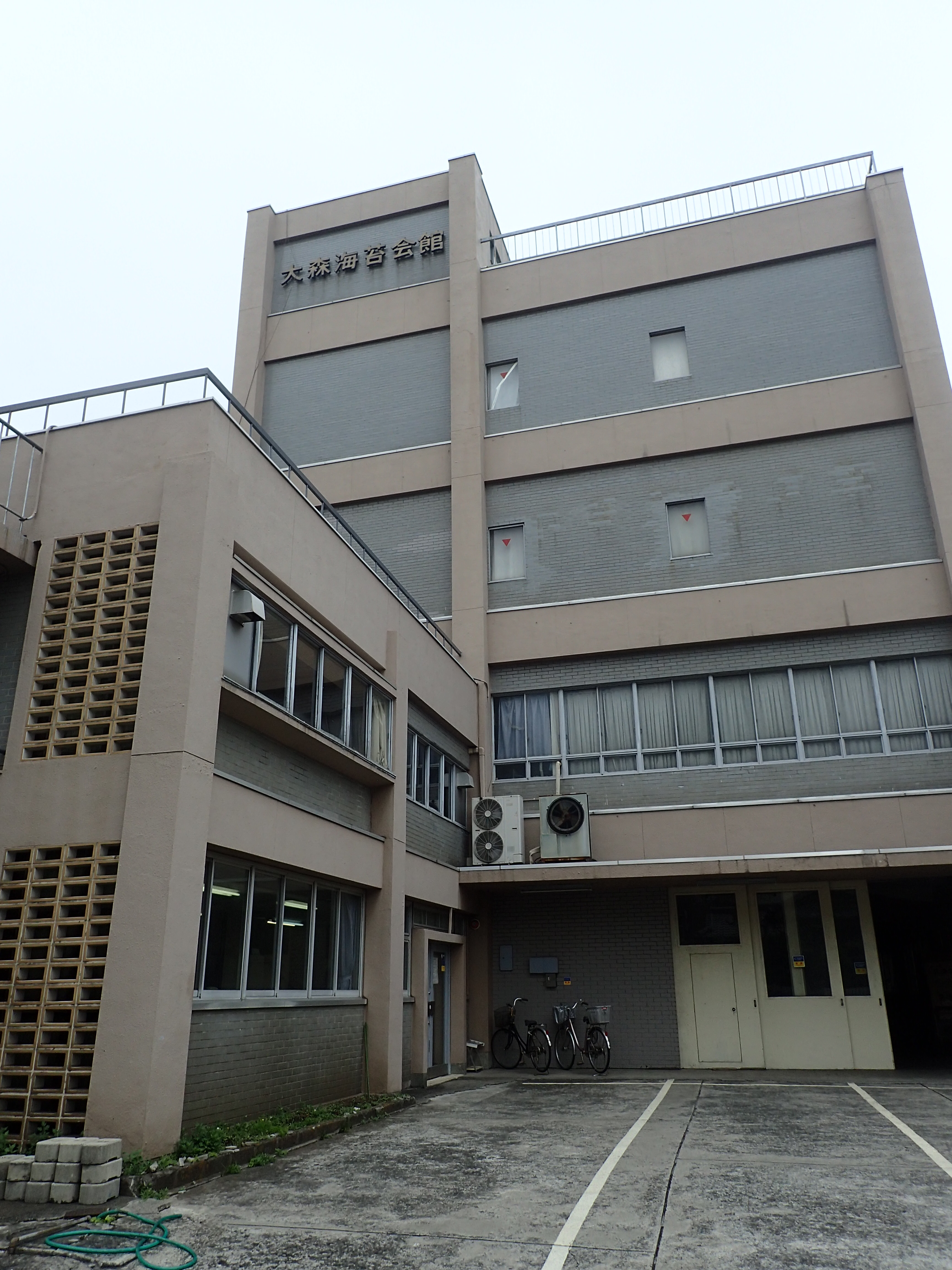
大森本場乾海苔問屋協同組合]
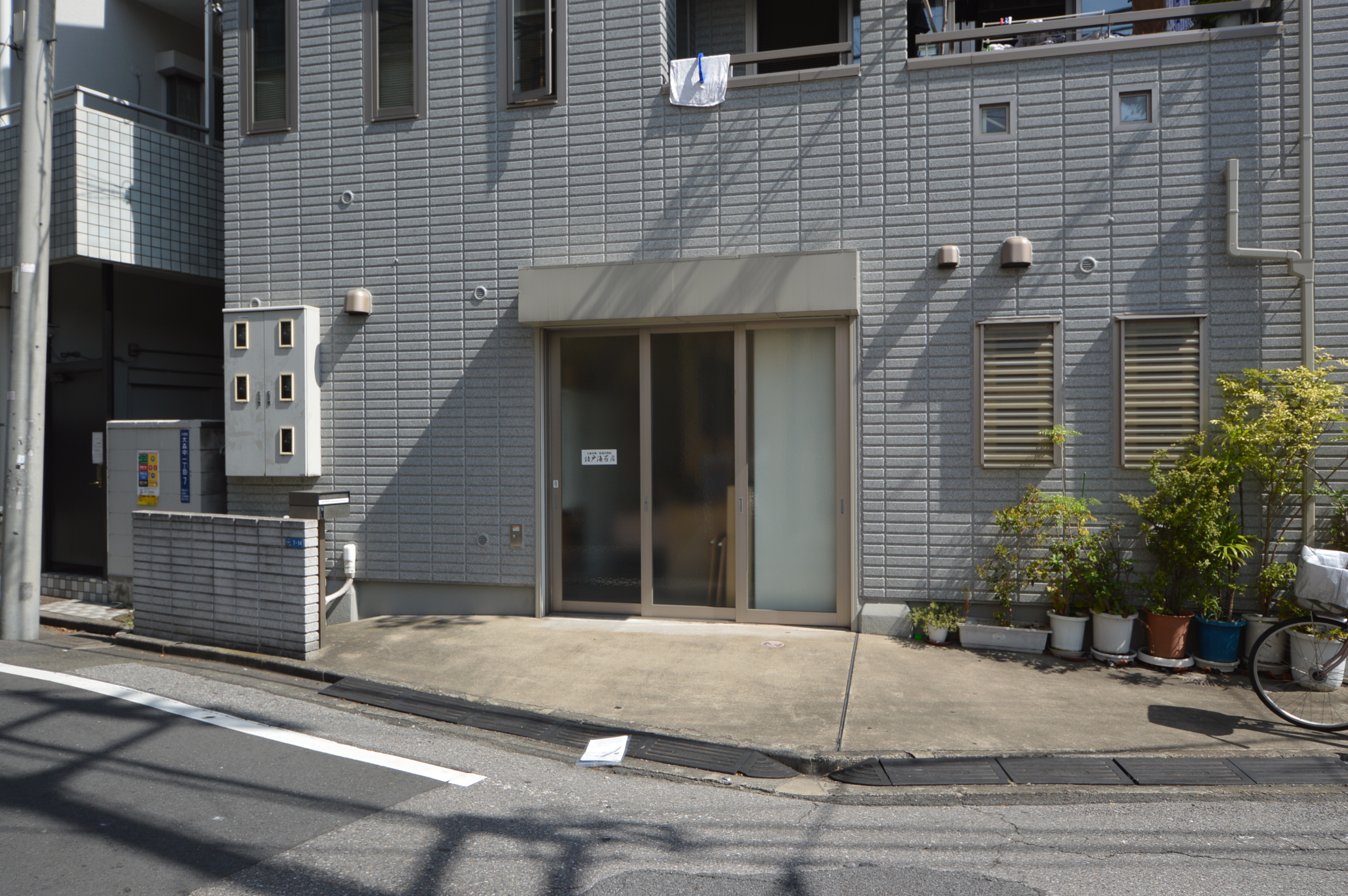
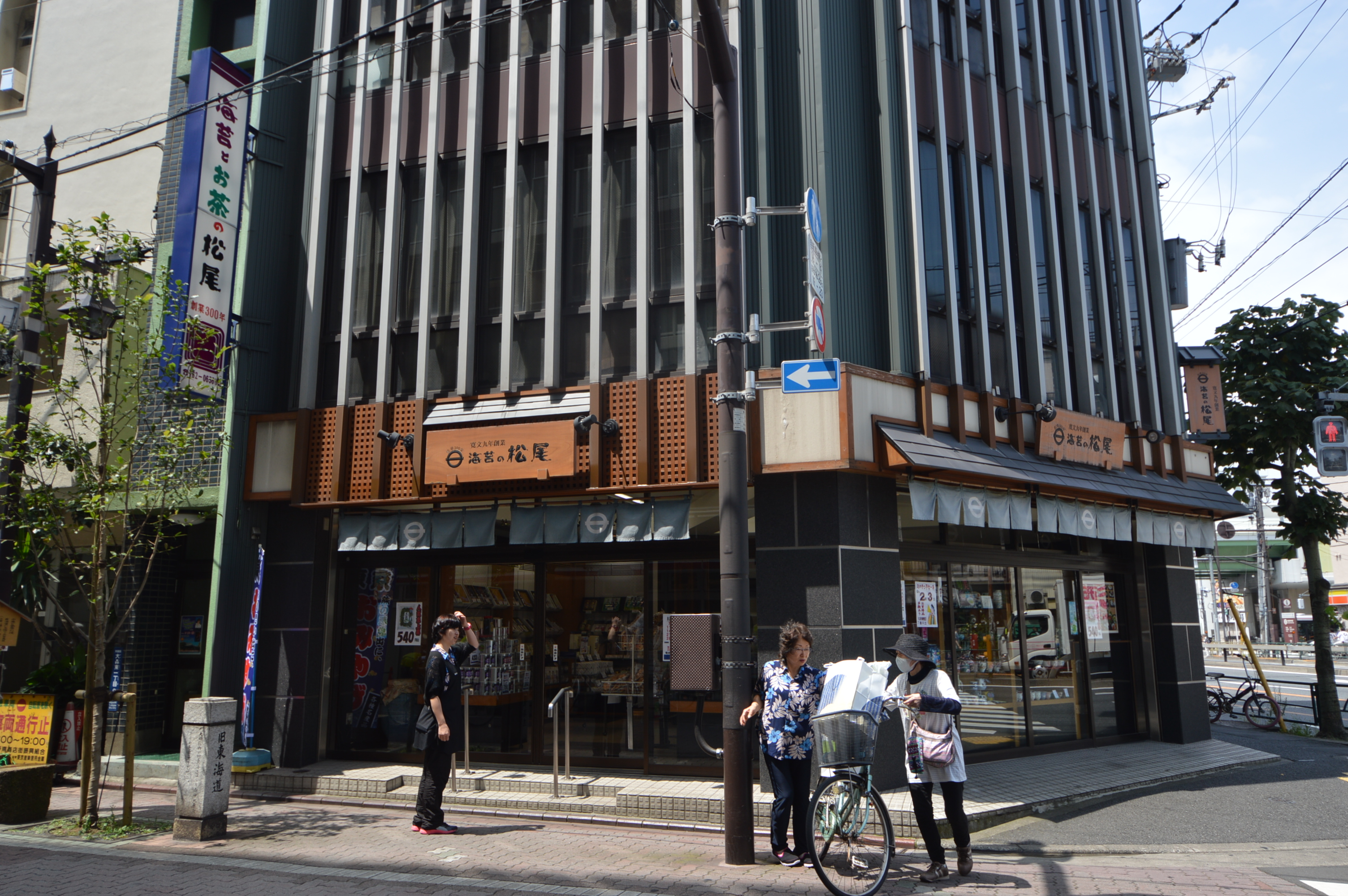
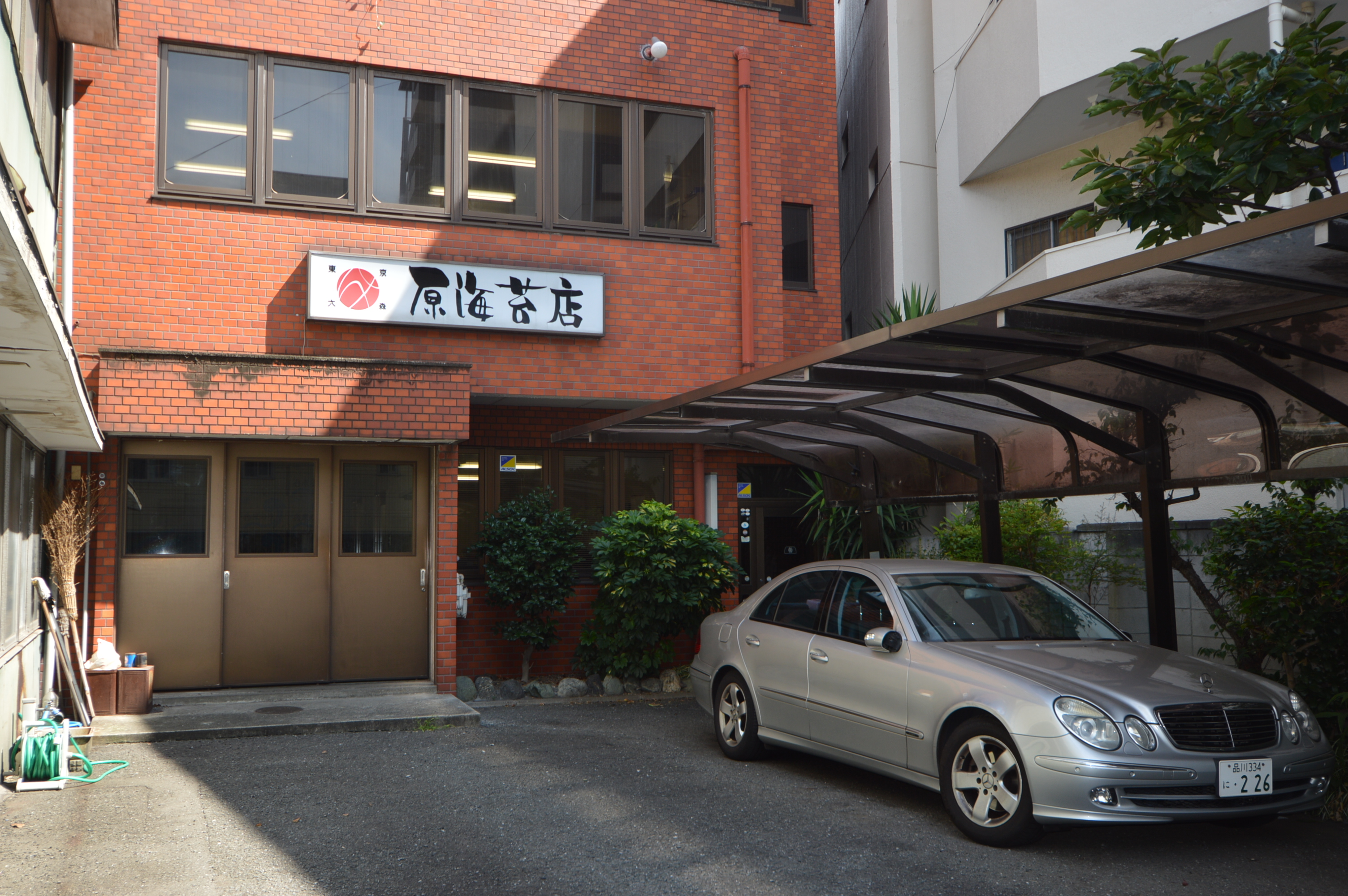
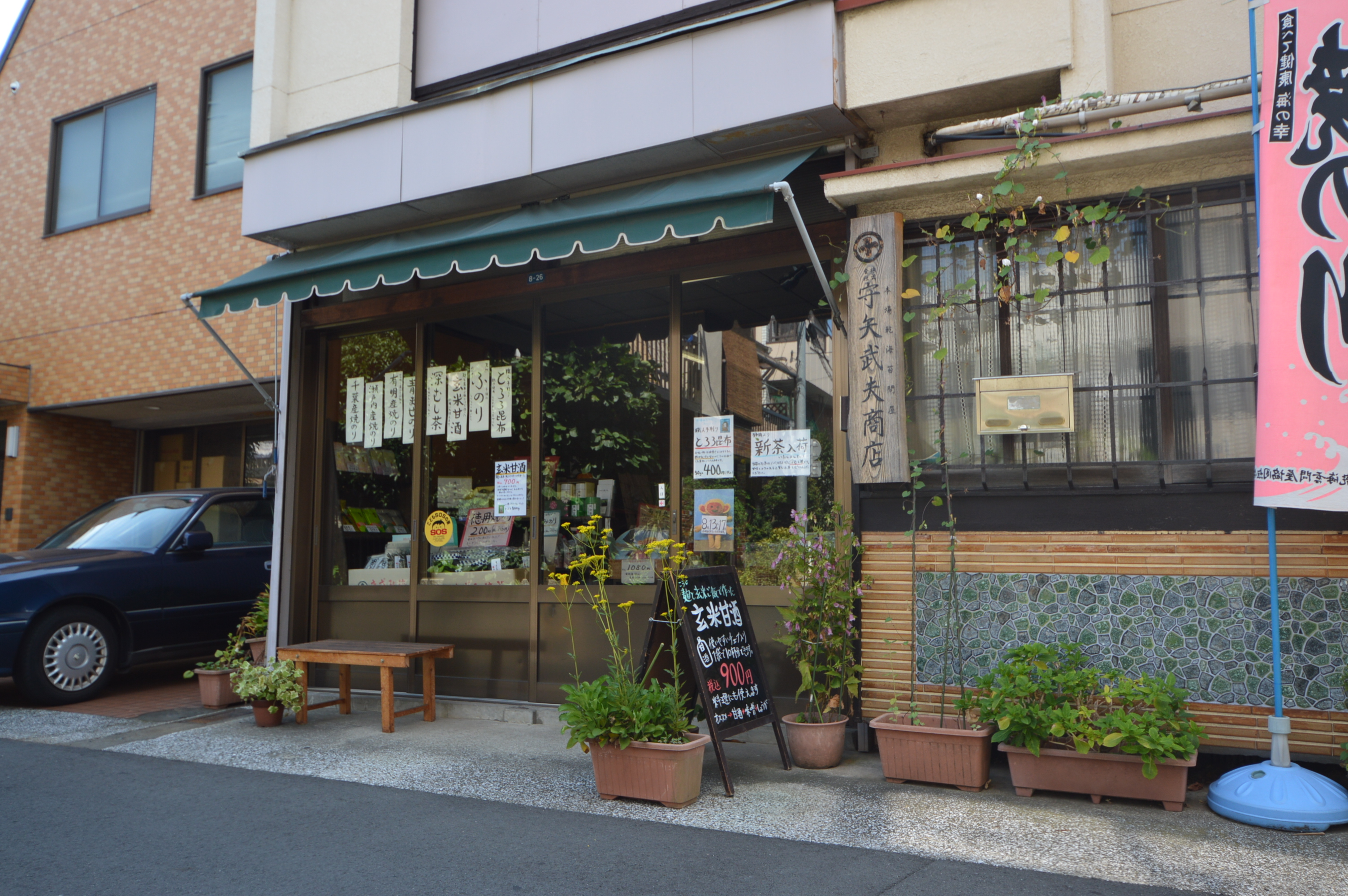
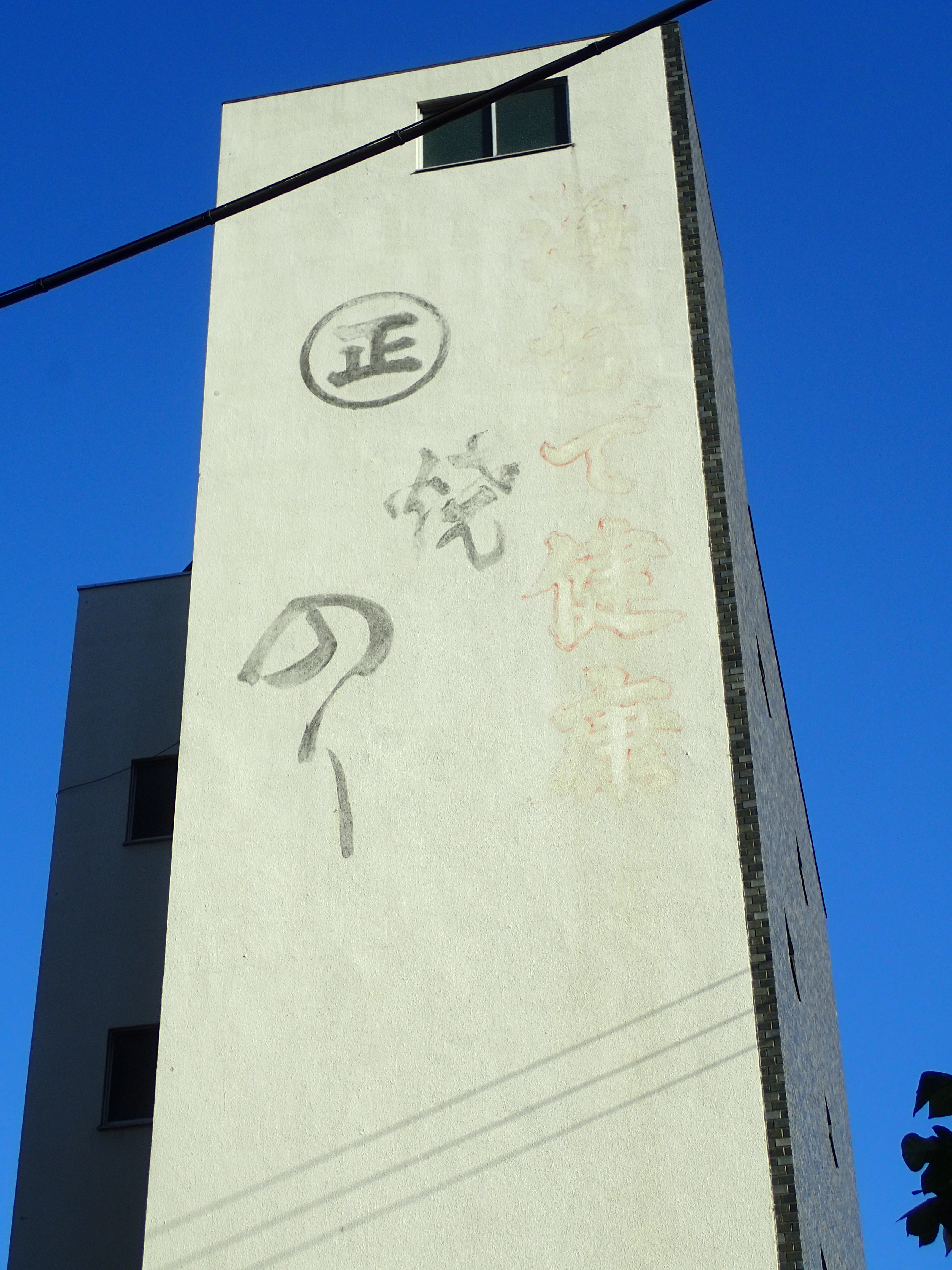
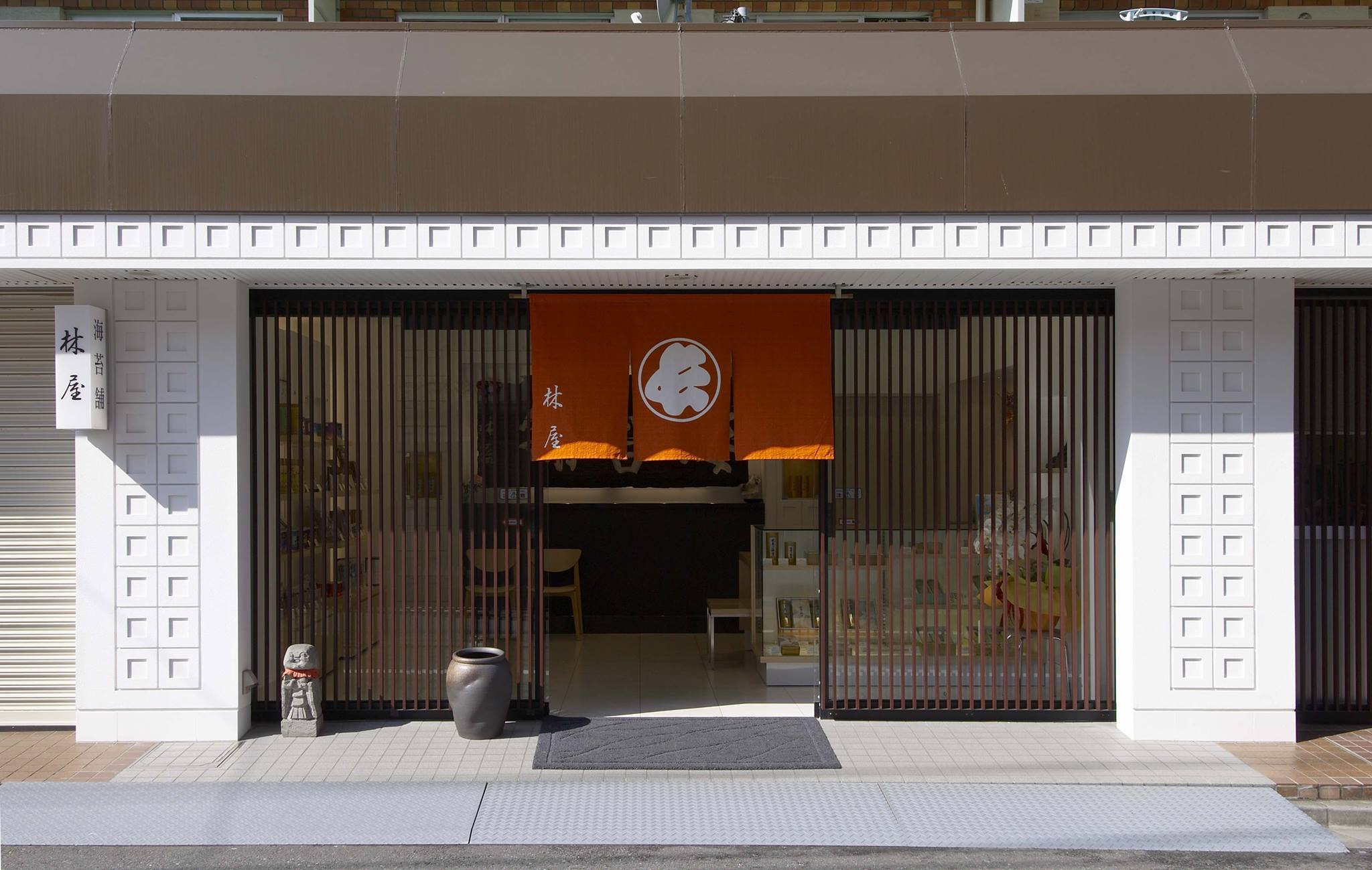
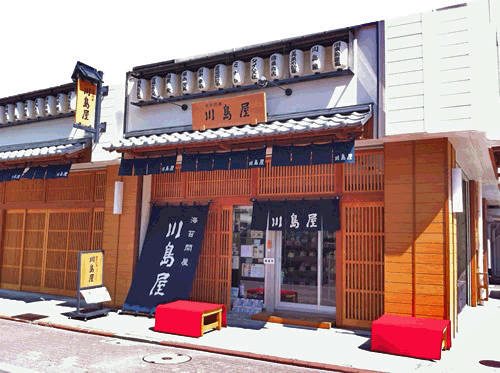
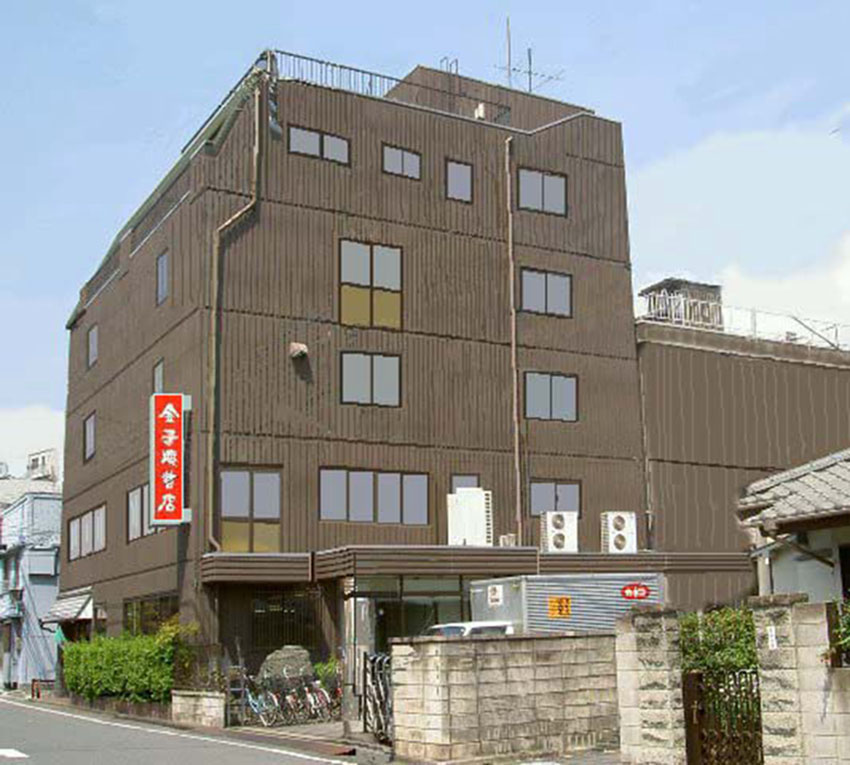
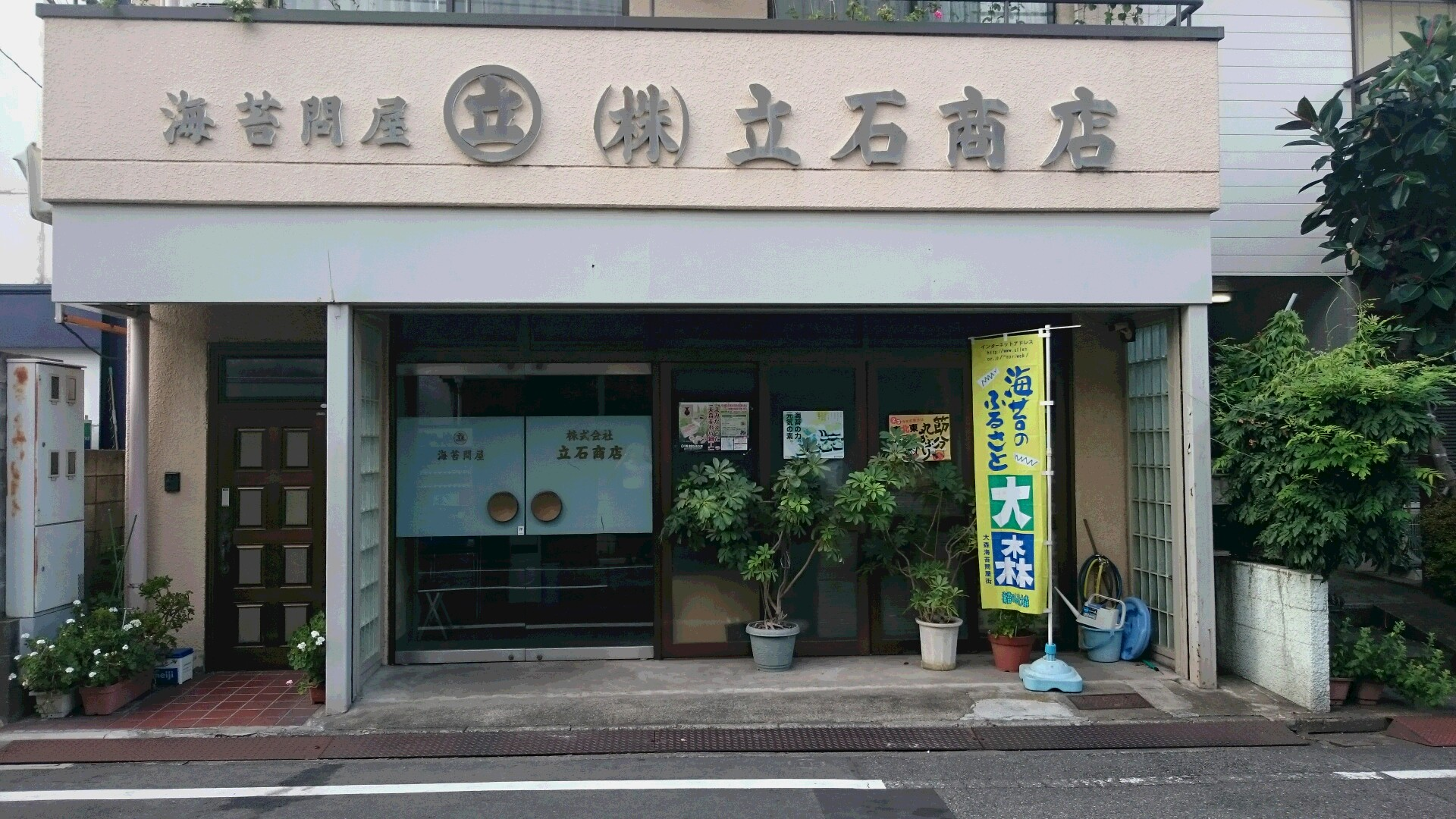
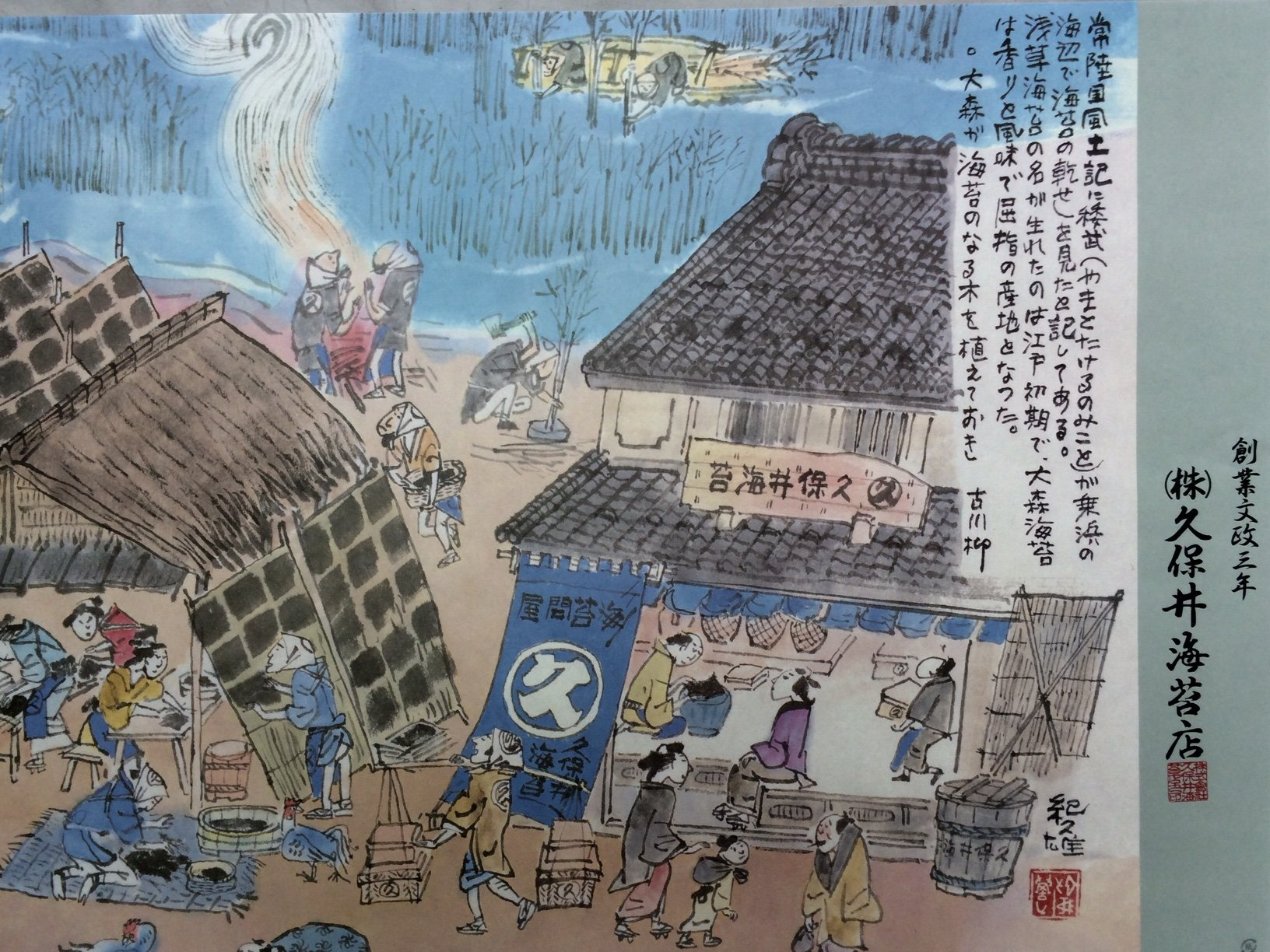
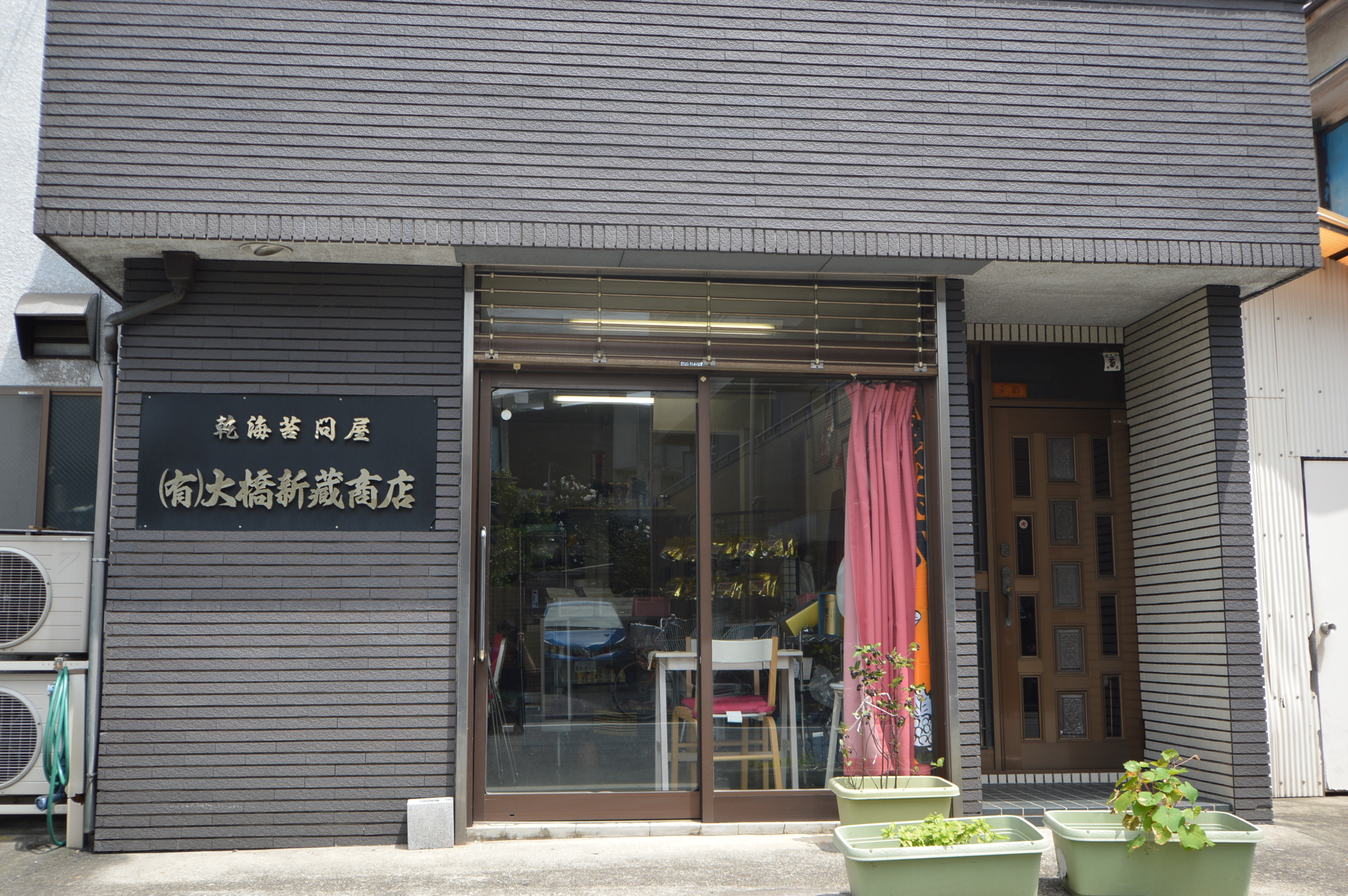
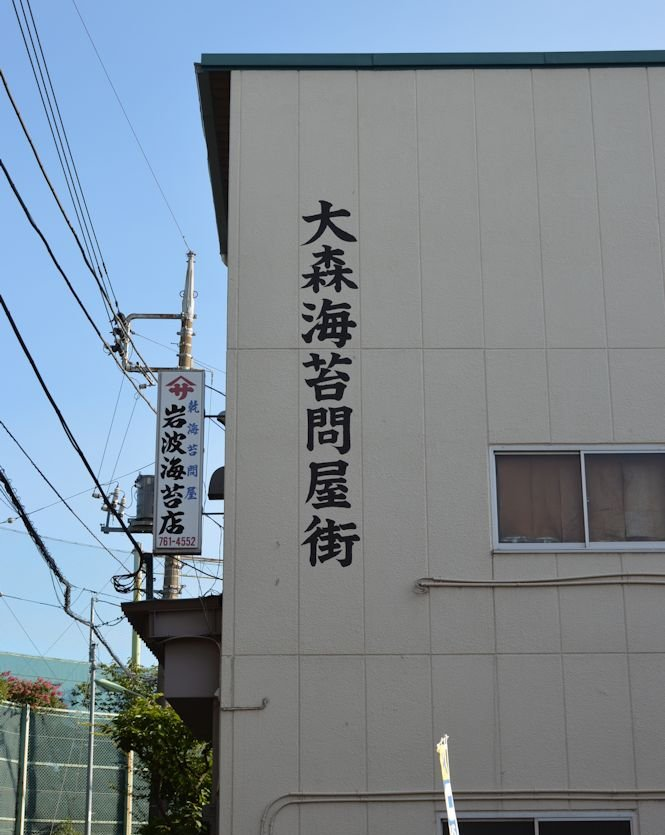
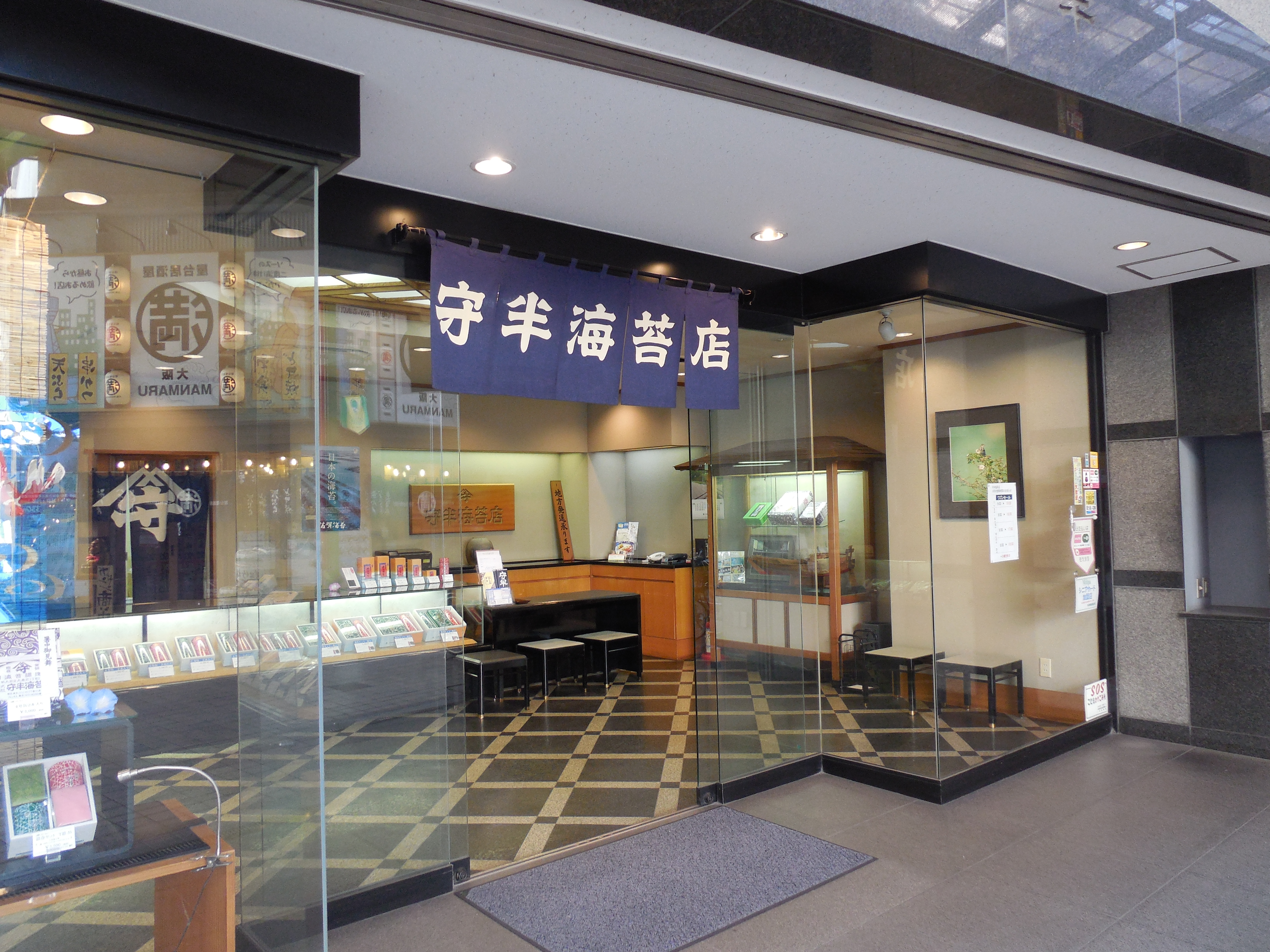
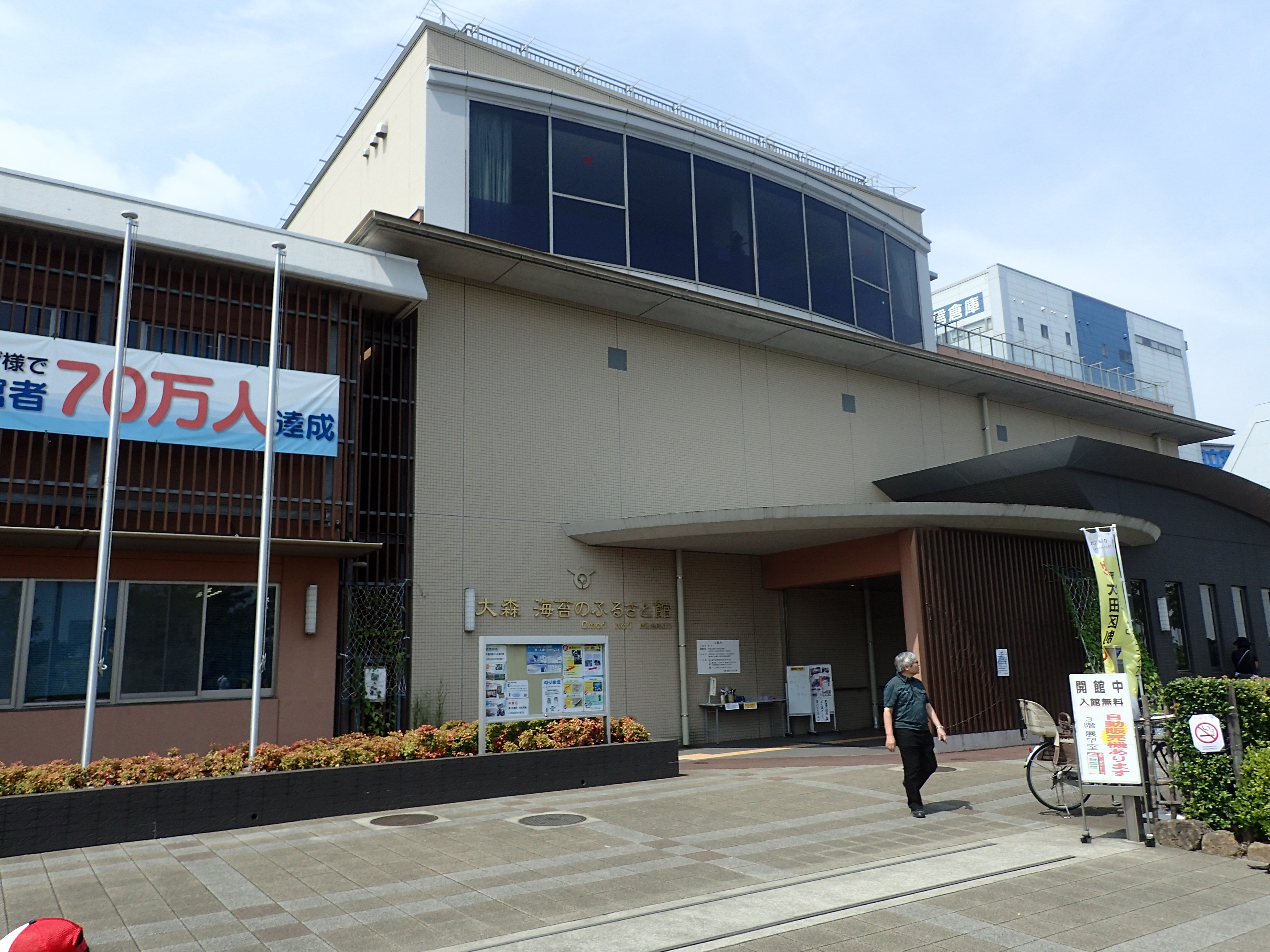
大田区立.大森海苔のふるさと館